# Šigejoši Suzuki
Šigejoši Suzuki (13. říjen 1902 – 20. prosinec 1971) je bývalý japonský fotbalista.

## Reprezentace
Šigejoši Suzuki odehrál 2 reprezentační utkání.

## Statistiky
| Japonsko | Japonsko | Japonsko |
| Roky     | Záp.     | Góly     |
| -------- | -------- | -------- |
| 1927     | 2        | 1        |
| Celkem   | 2        | 1        |